# Titularbistum Dolia
Dolia ist ein  Titularbistum der römisch-katholischen Kirche.
Es geht zurück auf das 1503 aufgelöste und dem Erzbistum Cagliari eingegliederte Bistum Dolia auf Sardinien, das zur Kirchenprovinz Cagliari gehörte. Das Titularbistum wurde 1968 errichtet. Die ehemalige Kathedrale, jetzt Konkathedrale, ist San Pantaleo in Dolianova.
| Titularbischöfe von Dolia |                                            |                                      |                    |                    |
| Nr.                       | Name                                       | Amt                                  | von                | bis                |
| 1                         | Lorenz Unfried MCCJ                        | Weihbischof in Arequipa (Peru)       | 13. März 1969      | 19. September 1980 |
| 2                         | Friedrich Ostermann                        | Weihbischof in Münster (Deutschland) | 27. Juni 1981      | 22. Oktober 2018   |
| 3                         | Kevin Birmingham                           | Weihbischof in Chicago (USA)         | 11. September 2020 | 2. Oktober 2023    |
| 4                         | Flavio Pace Titularerzbischof pro hac vice | Kurienerzbischof                     | 23. Februar 2024   |                    |